# 川西實三
川西 實三（かわにし じつぞう、1889年（明治22年）1月2日 - 1978年（昭和53年）3月3日）は、日本赤十字社社長などを務めた内務官僚。労働問題の権威として知られた。息子は英文学者・東京大学名誉教授の川西進。義兄に、三谷隆正と三谷隆信。新渡戸稲造を師と仰いだ。

## 略歴
- 1889年（明治22年）1月2日 - 川西種荘の二男として生まれる。
兵庫県立神戸高等学校を卒業。
- 1914年（大正3年） - 東京帝国大学法科大学法律学科（独法）を卒業。埼玉県地方課に勤める。
- 1918年（大正7年）4月6日 - 麹町区富士見町教会にて、三谷田鶴子と結婚。
途中、静岡県駿東郡長、内務事務官を歴任。
- 1921年（大正10年） - 国際労働機関帝国事務所政府代表随員（スイスジュネーヴ駐在）となる。
  - 1921年（大正10年）6月 - スイスローザンヌ着。
  - 1921年（大正10年）11月 - スイスジュネーヴにて着任。

途中、内務省社会局労政課長、同職業課長を歴任。
- 1922年（大正11年）- 子の瑞夫（1943年夭折[2]）が生まれる。
- 1925年（大正14年） - 第七回国際労働会議にジュネーブ帝国事務所事務官の肩書で顧問として参加[3]。
- 1927年（昭和2年） - 子の薫（後に学校法人女子学院理事）が生まれる。
- 1929年（昭和4年） - 子の剛（後に東芝副社長）が生まれる。
- 1931年（昭和6年） - 子の進（東京大学名誉教授、フェリス女学院大学名誉教授）が生まれる。
- 1932年（昭和7年） - 内務省社会局保険部長を務める。
国民健康保険法を立案する。
- 1936年（昭和11年）4月22日 - 1938年（昭和13年）4月18日 - 埼玉県知事を務める。
- 1938年（昭和13年）4月18日 - 1940年（昭和15年）4月9日 - 長崎県知事を務める。
- 1940年（昭和15年）4月9日 - 1941年（昭和16年）1月7日 - 京都府知事を務める。
- 1941年（昭和16年）1月7日 - 1942年（昭和17年）1月9日 - 東京府知事を務める。
- 1946年（昭和21年） - 公職追放となる[4]。
- 1949年（昭和24年）11月 - 日本ILO協会会長となる。
- 1951年（昭和26年）8月 - 公職追放解除[5]。
- 1952年（昭和27年）6月19日 - 臨時医療保険審議会会長となる。
- 1956年（昭和31年）9月1日 - 社会保険審査会委員長となる。
- 1962年（昭和37年）7月7日 - 財団法人三島海雲記念財団の設立発起人となる。
- 1964年（昭和39年）11月3日 - 銀杯一組を賜る。
- 1965年（昭和40年）2月13日 - 1968年（昭和43年）2月13日 - 日本赤十字社社長を務める。
- 1965年（昭和40年）2月23日 - 1968年（昭和43年）4月9日 - 総理府中央防災会議委員を務める。
- 1969年（昭和44年）5月7日 - 勲一等瑞宝章を賜る。

## 著書
- 感銘録 社会保険新報社 1974.6

## 栄典
- 1940年（昭和15年）8月15日 - 紀元二千六百年祝典記念章[6]